# Gilles Joye

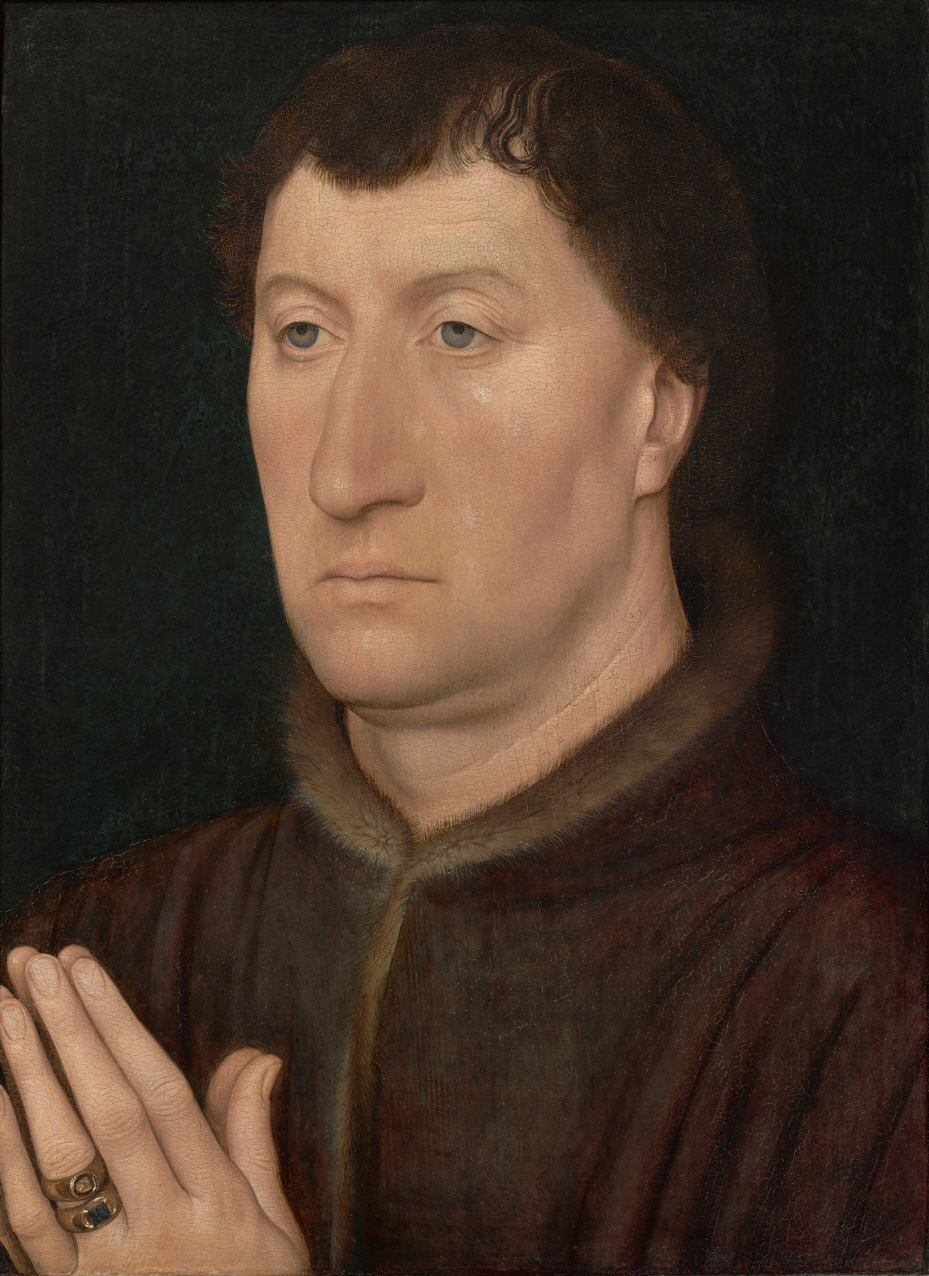
Porträt von Gilles Joye von Hans Memling, um 1472

Gilles Joye (* 1424/25 in der Diözese Tournai; † 31. Dezember 1483 in Brügge) war ein franko-flämischer Komponist, Sänger, Dichter und Kleriker der frühen Renaissance.

## Leben und Wirken
Das ungefähre Geburtsdatum von Gilles Joye ergibt sich aus der Inschrift des Originalrahmens eines Porträts seiner Person aus dem Jahr 1472, wo vermerkt ist „ETATIS SVE 47“ (seines Alters 47). Er war vermutlich der Sohn von Oliver Joye, der um 1420 in Courtrai ein Haus besaß. Über Gilles’ Ausbildung gibt es keine Informationen. Erstmals erwähnt wird er am 16. Mai 1449 als Sänger an St. Donatian in Brügge. Mit dieser Kathedrale sollte er sein Leben lang verbunden bleiben. In den Kapitelakten sind mehrere Dienstvergehen des jüngeren Gilles Joye vermerkt. So lautet ein Eintrag vom 15. März 1451, er habe während der Messe an einem der vergangenen Weihnachtstage, zusammen mit seinen Freunden Johannes Band und Jacobus Tayaert, Spottverse auf seine Kollegen vorgelesen. Am 19. August 1451 erhielt er eine Ermahnung wegen der Teilnahme an einem Straßenkampf; am folgenden 27. September wegen eines Wortwechsels mit dem Schulmeister, den er einen „confabulando ... ut iret in locum suum“ genannt habe. Am 7. Januar 1452 rügte das Domkapitel die Sänger Joye, Tayaert, Leonis und den Komponisten Cornelius Heyns wegen ihrer ausdrücklichen Weigerung, dem Succentor beim Motettensingen am Vorabend des Epiphaniasfestes zu assistieren; damit wollten sie gegen die Entscheidung des Kapitels protestieren, künftig das traditionelle Eselsfest nicht mehr zu erlauben.
Von 1453 bis 1460 war Joye Kanonikus an der Stiftskirche Mariae Himmelfahrt in Kleve, wo die Herzöge Adolf I. (Amtszeit 1417–1448) und Johann I. (Amtszeit 1448–1481) regierten; diese unterhielten enge Beziehungen zum verwandtschaftlich verbundenen burgundischen von Herzog Philipp dem Guten (Amtszeit 1419–1467). Ob Joyes Tätigkeit in Kleve mit Residenzpflichten verbunden war, ist nicht bekannt. Als er sich am 27. November 1454 nochmals als Chorsänger an St. Donatian in Brügge bewarb, wurde er darauf hingewiesen, dass er zuerst seinen Lebenswandel bessern müsse und außerdem lernen müsse, seine Zunge im Zaum zu halten („abstinere ab ablocutionibus quibus habundare consuevit“); vor allem aber müsse er sich von seiner Konkubine trennen, die bei ihm lebe und beim Volk als „Rosabelle“ bekannt sei („vocatam in vulgo Rosabelle“).
Am 16. September 1459 bekam Joye das Amt eines Kanonikers an St. Donatian in Brügge und am 3. November 1460 das Amt eines Kaplans an Saint-Basil, einer Filialkirche von St. Donatian. Ab September 1462 gehörte er der Hofkapelle Philipps des Guten von Burgund als Sänger an, zunächst als clerc, dann als chapelain. Diese Zeit dürfte für seine musikalische Vervollkommnung entscheidend gewesen sein. Nach der Übernahme der Kapelle durch Philipps Nachfolger Herzog Karl den Kühnen im Jahr 1467 wirkte er hier an der Seite solch bedeutender Komponisten wie Hayne van Ghizeghem, Robert Morton und Antoine Busnoys bis zum Jahr 1468. Er musste anschließend aus Krankheitsgründen pausieren, blieb aber offiziell noch Mitglied der Kapelle bis 1470/71.
Auch während seiner Mitgliedschaft in der burgundischen Hofkapelle hat Joye Aufgaben als Kleriker und Musiker an verschiedenen Kirchen wahrgenommen. Er war von 1465 bis 1473 Pfarrer (pastor parochialis) an der Kirche Saint-Hippolyte in Delft (heute Oude kerk). Außerdem diente er mehrmals an St. Donatian als musikalischer Sachverständiger, z. B. bei den Aufnahmeprüfungen angehender Chorknaben. Als Kanoniker von Saint-Johannes-van-der-Coutre stiftete er im Jahr 1470 größere Geldbeträge für die Chorknaben und gab als master fabrice in den Jahren 1467 bis 1469 einen ansehnlichen Betrag für das Kopieren polyphoner Musik. 1468 wirkte er als Verwalter der herzoglichen Stiftungen und erwarb für diese beim Buchhändler Jean de Clerc zwei kostbare Gradualien, blieb ihm aber die Kaufsumme bis zum Jahr 1481/82 immer noch schuldig. Joye und der Sänger Pierre Basin wohnten im Jahr 1482 dem Probespiel von drei Bewerbern um das Organistenamt an Saint-Donatian bei, welches schließlich Eustacius de Paris bekam.
Gilles Joye war offenbar im Umkreis der burgundischen Hofkultur eine bekannte Persönlichkeit, und er hat sich selbst als bedeutsam wahrgenommen. Darauf deutet das 1472 entstandene Porträt hin, das Hans Memling als Autor zugeschrieben wird. Das Gemälde war ursprünglich die rechte Tafel eine Diptychons, dessen linke Seite die Mutter Gottes mit dem Kind zeigte und nicht erhalten ist. Joye wird hier nicht als Musiker dargestellt, sondern als Anbetender; er trägt an der linken Hand zwei goldenen Ringe, wobei einer das Wappen Joyes zeigt und der andere einen blauen Stein. Gilles Joye starb an Silvester des Jahres 1483 und erhielt ein ansehnliches Begräbnis trotz der Schwierigkeiten, die sich beim Begleichen seiner hinterlassenen Schulden ergaben. Eine Zeichnung seines Epitaphs in Brügge ist überliefert. Er ist auch erwähnt in der deploration auf den Tod von Johannes Ockeghem, welche der Dichter Guillaume Crétin (≈1465–1525) im Jahr 1497 verfasst hat.

## Bedeutung
Zwei seiner überlieferten Kompositionen sind in der Laborde-Chansonsammlung enthalten, die aus dem Loire-Tal stammt. Die übrigen Stücke finden sich in Handschriften, die in Trient, Ferrara, Bologna, Neapel und Florenz etwa zwischen 1460 und 1493 geschrieben wurden, obwohl es keinerlei Belege für einen Bezug des Komponisten zu Italien gibt. Die namentlich bezeichneten Stücke stammen wegen ihres Stils eher aus Joyes früherer Zeit um 1460. Sie stehen in ihrer Art zwischen den Chansons von Gilles Binchois und den Werken von Antoine Busnoys mit ihren groß angelegten Eröffnungs-Imitationen und zeigen einen deklamatorisch-melodischen Stil mit häufigen Tonwiederholungen.
Außer den erwähnten weltlichen Kompositionen sind noch zwei Messen überliefert, bei denen die Autorschaft von Gilles Joye vermutet wird. Diese dreistimmigen Messen über „O rosa bella“ aus den Trientiner Codices 88 und 90 sind anonym, zeigen aber eine stilistische Verwandtschaft zu dem textlosen Rondeau und der italienischen Ballata von Gilles Joye. Wegen dieses Sachverhalts und wegen der Anspielung auf den Namen „Rosabelle“ ist Joyes Autorschaft der Messen nach Meinung des Musikwissenschaftlers Reinhard Strohm sehr wahrscheinlich, müsste aber noch stärker untermauert werden.

## Werke
- „Ce qu’on fait a catimini“, Rondeau zu drei Stimmen, vor 1475/76
- „J’ay bien nouri“ zu drei Stimmen, Zuschreibung fraglich, vermutlich von Jean Japart
- „Mercy, mon dueil, je te supplie“, Rondeau zu drei Stimmen, vor 1475/76
- „Non pas que je veuille penser“, Rondeau zu drei Stimmen, vor 1475/76
- „Poy ché crudel Fortuna et rio Distino“, Ballata zu drei Stimmen, Text von Rosello Roselli, vor 1460
- Textloser Satz zu drei Stimmen aus dem Trienter Codex 90, fol. 295, vor 1460